# Tik Tok (Kesha)
Tik Tok è un singolo della cantautrice statunitense Kesha, pubblicato il 7 agosto 2009 come primo estratto dal primo album in studio Animal.
Il brano ha raggiunto il successo mondiale nel gennaio 2010 e, con circa 15 milioni di copie vendute, di cui 12,8 nel 2010, è il singolo di maggior successo di Kesha nelle classifiche musicali di tutto il mondo e anche il singolo più venduto a livello mondiale nel 2010.

## Descrizione
La canzone, scritta da Lukasz "Dr. Luke" Gottwald, Benjamin Levin e Kesha, ha anticipato l'album di debutto della cantante Animal, pubblicato il 22 gennaio 2010. Nel brano è presente un sample del brano Five Minutes of Funk dei Whodini e la cantante fa uso dell'Auto-Tune. La canzone è stata pubblicata come singolo digitale il 7 agosto 2009 e trasmessa per la prima volta nelle radio americane il 5 ottobre. Durante un'intervista a PopEater Kesha ha dichiarato che la canzone descrive la sua vita reale: il testo giunse spontaneamente e brevemente dopo una serata trascorsa con gli amici.
Il singolo è stato pubblicato in tutto il mondo raggiungendo ragguardevoli posizioni in classifiche. Il 28 novembre 2009 è entrato ufficialmente nella classifica della programmazione radio e in quella dei singoli italiani.
Tik Tok è stata utilizzata come sigla d'apertura dell'episodio Videosorveglianza e reality show de I Simpson in una lunga sequenza in cui tutti i personaggi della serie cantavano il brano. Si tratta della prima volta nella storia della serie in cui la classica sigla è stata sostituita da un'altra canzone.
È stata utilizzata anche come colonna sonora in uno spot della Peugeot 107.
Tik Tok è la canzone che ha fatto maggiormente successo negli Stati Uniti in tutto l'arco del 2010 classificandosi alla prima posizione della classifica di fine anno statunitense.

## Video musicale
Il videoclip, diretto da Sindrome, inizia in un ambiente domestico; la cantante, che ha passato la notte in una vasca da bagno, in una casa a lei non familiare, si alza stordita dalla vasca e si avvicina allo specchio. Si lava i denti con uno spazzolino da denti non suo e con del Jack Daniel's, la cui bottiglia sta per terra. Esce fuori dal bagno. Uscendo fa cadere una cornice, osserva i quadri appesi alle pareti, si siede sulle scale interne della casa e si infila lo stivale mancante. Entra in cucina dove trova una famiglia intenta a fare colazione: la madre, per lo spavento di avere una sconosciuta a casa, fa cadere il vassoio dei pancake a terra. La cantante, dopo aver lanciato uno sguardo disgustato alla famiglia, esce di casa e si avvicina a una bicicletta dorata parcheggiata nel vialetto. Si mette il cappotto e scappa con la bicicletta per strada. Dopo un po' si ferma e baratta la bicicletta con uno stereo boombox.
Il video riprende con Kesha seduta sul marciapiede di un vicolo dove riceve delle avances da un ragazzo, che però viene rifiutato. Arriva un tipo bizzarro di nome Barry, interpretato da Simon Rex, alla guida di una Pontiac Trans Am dorata del 1978 e dà un passaggio alla cantante lungo le vie della città. Kesha prova con lui le sue tattiche di seduzione, ma questi non sembra interessato.
Più tardi vengono fermati dalla polizia, che vuole arrestare Kesha. Infatti si vede un poliziotto che la fa piegare, ammanettata sul cofano della macchina.
Il video riprende con Kesha libera nella macchina che balla tranquillamente in piedi, con un paio di manette appese al polso. Gioca con le manette, schernisce il pubblico e continua a ballare.
Successivamente Kesha si ritrova in una stanza a piedi in aria, con una pelliccia e un cappotto leggero che balla mentre le cadono addosso dei pezzi di glitter dorati. Poi esce dalla stanza ed entra in un'altra dicendo: "No, la festa non inizia finché non ci sono io!", e qui continua a ballare con gli altri presenti in quella festa. Si rivede l'uomo che guidava la Trans Am che abbraccia Kesha.
La cantante si risveglia in una casa di messicani, sempre all'interno di una vasca da bagno, come in estasi.
Il video ha ottenuto la certificazione Vevo.

## Successo commerciale

### Nord America
Negli Stati Uniti Tik Tok ha debuttato nella settimana del 24 ottobre 2009 alla settantanovesima posizione. La canzone ha cavalcato la classifica ed è diventata la prima numero uno del decennio 2010-20. Nelle settimana terminante il 27 dicembre 2009, ha venduto ben 610.000 copie diventando la canzone più venduta in una settimana per un'artista femminile e la seconda più venduta dietro a Right Round di Flo Rida.
Questo record è stato battuto da We Are Never Ever Getting Back Together di Taylor Swift nel 2012, che ha venduto 623.000 nella sua settimana di debutto. Nonostante le grandi vendite, il singolo non ha raggiunto la prima posizione, ma l'ha raggiunta la settimana successiva e l'ha tenuta per nove settimane consecutive, diventando così la più lunga permanenza alla numero uno per un singolo di debutto di un'artista femminile dal 1977. Inoltre nella settimana terminata il 6 febbraio 2010 Tik Tok ha raggiunto la numero uno nella Pop Songs ed è stata mandata in onda 12.224 volte, diventando il più alto numero di giri per una canzone negli ultimi diciassette anni battendo il record di 10.859 giri ricevuti da Bad Romance di Lady Gaga la settimana prima.
A giugno 2011 il singolo aveva venduto oltre le 5.900.000 copie negli Stati Uniti. Ad agosto 2012, il singolo aveva venduto oltre le 6.332.000 negli Stati Uniti.
In Canada il singolo ha debuttato alla sessantasettesima posizione e ha conquistato la vetta nella settimana del 21 novembre 2009, tenendola per due settimane consecutive. Ha riconquistato la vetta nella settimana del 2 gennaio 2010, tenendola per altre sette settimane consecutive, dando così al singolo nove settimane di permanenza alla posizione più alta. Qui il singolo è stato certificato sette volte disco di platino avendo venduto oltre le 560.000 copie.

### Oceania
Tik Tok ha debuttato alle settima posizione nella classifica neo-zelandese. La settimana successiva ha raggiunto la prima, tenendo tale posizione per cinque settimane consecutive. Il singolo è stato certificato doppio disco di platino dall RIANZ per aver venduto oltre le 30.000 copie.
Tik Tok debutta alla ventottesima posizione in Australia e ha raggiunto la prima posizione nella sua terza settimana e l'ha tenuta per otto settimane consecutive.
Nel 2009 è stato il nono singolo più comprato e nel 2010 il dodicesimo. Qui è stato certificato cinque volte disco di platino avendo venduto più di 350.000 copie.

### Asia
Tik Tok ha raggiunto la terza posizione in Giappone e qui è stato certificato disco d'oro con più di 100.000 copie vendute.
Tik Tok è stato il singolo più venduto da un'artista straniero in Corea del Sud nel 2010 con 1.412.653 download. Nel 2011 tra l'edizione singolo (111º più scaricato) e l'edizione dell'album (184º) Tik Tok ha venduto 304.657 copie.
Nel 2012 il singolo ha venduto altre 334.605 copie in Corea del Sud.
Alla fine del 2012, in totale, Tik Tok aveva venduto più o meno 2.052.000 copie.

### Europa
In Svezia, in Norvegia e in Danimarca il singolo riesce a raggiungere come massima posizione la terza. Sia in Germania che in Francia Tik Tok ha raggiunto la vetta ed è stata rispettivamente certificata tre volte oro (450.000+) e oro (150.000+). In Italia il singolo ha raggiunto la seconda posizione ed è stato certificato multi-platino avendo venduto più di 60.000 copie. Nel Regno Unito Tik Tok ha debuttato alla numero sei e in un tempo minore di tre mesi ha raggiunto la quarta posizione.
Qui il singolo è stato certificato Platino per le oltre 600.000 copie vendute

### Mondo
Tik Tok ha venduto 12,8 milioni di copie nel 2010 diventando il singolo più venduto dell'anno, e battendo il singolo più venduto del 2009, Poker Face di Lady Gaga, con una differenza di oltre 3.000.000 di copie. Nel 2012 il singolo aveva superato le 14 milioni di copie nel mondo, e nel 2015 superò i 15 milioni.

## Premi
| Anno | Evento                 | Premio                   | Risultato |
| ---- | ---------------------- | ------------------------ | --------- |
| 2010 | MTV Video Music Awards | Miglior video femminile  | Nominata  |
| 2010 | MTV Video Music Awards | Miglior video pop        | Nominata  |
| 2010 | MTV Video Music Awards | Miglior video esordiente | Nominata  |

## Tracce
US Single
1. Tik Tok – 3:20

UK Single
1. Tik Tok – 3:20
2. Tik Tok (Tom Neville's Crunk & Med Mix) – 6:53

UK EP
1. Tik Tok – 3:20
2. Tik Tok (Fred Falke Club Remix) – 6:42
3. Tik Tok (Chuck Buckett's Verucca Salt Remix) – 4:55
4. Tik Tok (Tom Neville's Crunk & Med Mix) – 6:53
5. Tik Tok (Untold Remix) – 5:01

## Classifiche

### Classifiche settimanali
| Classifica (2009) | Posizione raggiunta |
| ----------------- | ------------------- |
| Australia         | 1                   |
| Austria           | 1                   |
| Belgio (Fiandre)  | 4                   |
| Belgio (Vallonia) | 1                   |
| Bulgaria          | 4                   |
| Canada            | 1                   |
| Danimarca         | 3                   |
| Europa            | 1                   |
| Finlandia         | 2                   |
| Francia           | 1                   |
| Germania          | 1                   |
| Giappone          | 3                   |
| Irlanda           | 3                   |
| Italia            | 2                   |
| Lussemburgo       | 1                   |
| Nuova Zelanda     | 1                   |
| Norvegia          | 1                   |
| Paesi Bassi       | 2                   |
| Portogallo        | 6                   |
| Regno Unito       | 4                   |
| Repubblica Ceca   | 2                   |
| Russia            | 1                   |
| Slovacchia        | 2                   |
| Spagna            | 5                   |
| Svezia            | 3                   |
| Svizzera          | 1                   |
| Ungheria          | 1                   |
| Stati Uniti       | 1                   |

### Classifiche di fine anno
| Classifica (2009)        | Posizione |
| ------------------------ | --------- |
| Australia                | 9         |
| Canada                   | 76        |
| Paesi Bassi              | 90        |
| Nuova Zelanda            | 4         |
| Regno Unito              | 45        |
| Classifica (2010)        | Posizione |
| Australia                | 12        |
| Austria                  | 3         |
| Belgio (Vallonia)        | 3         |
| Canada                   | 2         |
| Europa                   | 2         |
| Germania                 | 10        |
| Ungheria                 | 7         |
| Giappone                 | 21        |
| Italia                   | 3         |
| Paesi Bassi              | 99        |
| Romania                  | 58        |
| Svizzera                 | 6         |
| Regno Unito              | 69        |
| U.S. Billboard Hot 100   | 1         |
| U.S. Pop Songs Billboard | 1         |

### Classifica di fine decennio
| Classifica (2000-09) | Posizione |
| -------------------- | --------- |
| Australia            | 42        |

### Classifiche di tutti i tempi
| Classifica (1958-2021) | Posizione |
| ---------------------- | --------- |
| Stati Uniti            | 68        |

## Pubblicazione
| Paese         | Data             | Formato           |
| ------------- | ---------------- | ----------------- |
| Australia     | 7 agosto 2009    | Download digitale |
| Canada        | 7 agosto 2009    | Download digitale |
| Messico       | 7 agosto 2009    | Download digitale |
| Norvegia      | 7 agosto 2009    | Download digitale |
| Nuova Zelanda | 7 agosto 2009    | Download digitale |
| Svezia        | 7 agosto 2009    | Download digitale |
| Stati Uniti   | 25 agosto 2009   | Download digitale |
| Regno Unito   | 27 novembre 2009 | Download digitale |
| Italia        | 29 novembre 2009 | Download digitale |
| Belgio        | 8 gennaio 2010   | Download digitale |
| Germania      | 8 gennaio 2010   | Download digitale |